# Armée républicaine irlandaise de la Continuité
Pour les articles homonymes, voir Armée républicaine irlandaise, Óglaigh na hÉireann et CIRA.
L'Armée républicaine irlandaise de la continuité (anglais : Continuity Irish Republican Army, CIRA, Continuity Army Council) est une organisation paramilitaire républicaine irlandaise dont le but est d'en finir avec le statut de l'Irlande du Nord au sein du Royaume-Uni et créer une Irlande unie.
L'organisation est placée sur la liste officielle des organisations terroristes des États-Unis, du Royaume-Uni  et du Canada et l'était jusqu'en 2009 sur celle de l'Union européenne mais n'apparaît plus en 2010.
L'IRA-continuité s'est formée en 1986 à partir d'une scission de l'Armée républicaine irlandaise provisoire. Elle serait la branche militaire du Republican Sinn Féin, malgré les dénégations des responsables du parti.
Ce groupe est responsable de la mort d'un policier près de Belfast en mars 2009 ainsi que de neuf blessés en 15 années d'attentats. Il a également revendiqué l'assassinat d'un homme lors d'une pesée de boxe à Dublin, le 5 février 2016.